# Wilhelm II. von Villehardouin
Wilhelm II. von Villehardouin († 1. Mai 1278) war der letzte Fürst von Achaia aus der Familie Villehardouin; er regierte das Fürstentum auf der Höhe seiner Macht.

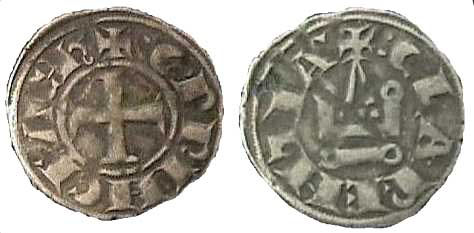
Unter Wilhelm geprägte Münze mit der Aufschrift +:G:PRINCEACh (Fürst von Achaia) und +:CLARENTIA (Prägungsort)

Wilhelm war der Sohn von Gottfried I. von Villehardouin. 1236 unterstützte er das Lateinische Kaiserreich gegen das Kaiserreich Nicäa und wurde dafür von den Venezianern mit der Herrschaft über das Herzogtum Archipelagos und andere venezianische Territorien in der Ägäis belohnt. In Achaia kam er an die Macht, als sein Bruder Gottfried II. von Villehardouin starb.
Als Fürst eroberte er das restliche Gebiet des Peloponnes, welches zu der Zeit Morea hieß und baute die Festung Mistra bei Sparta. 1249 eroberte er mit Hilfe seiner euböischen Verbündeten Monemvasia und schloss sich später im Jahr in Zypern König Ludwig IX. von Frankreich mit 400 Rittern und 28 Schiffen beim sechsten Kreuzzug an. Ludwig gab ihm die Erlaubnis, Münzen im Stil des königlichen französischen Geldes in Clarentia zu prägen. Nach der Einnahme von Damiette im Juni 1249 beendete Wilhelm seine Kreuzzugsteilnahme und kehrte auf den Peloponnes zurück. 1251 baute er die Festung Maina (auch Megali Maina oder Grand Magne genannt), um den Stamm der aufsässigen Milingen im Inneren der Mani einzudämmen. Die genaue Lage dieser Burg ist unter Historikern umstritten. Es kommen mehrere Stätten mit Festungsruinen in der Mani dafür in Frage.
Wilhelm wurde vom Herzogtum Archipelagos, dem Herzogtum Athen und den venezianischen Herren von Euböa als Herr anerkannt. 1255 starb seine zweite Frau, Carintana dalle Carceri, eine Venezianerin, was zu einem Streit über die Erbschaft eines Lehens in Euböa führte. Zwischen Venedig und Achaia brach Krieg aus, der Guerre des terciers de l'Eubée, der Krieg der Terciers von Euböa – die Terciers waren die drei venezianischen Herren der Insel. Wilhelm gewann die Auseinandersetzung und schlug auch den Herzog von Athen 1258, womit er seinen Einfluss auf das Herzogtum festigte.
1259 heiratete er Anna Komnene Dukaina, Tochter Michaels II. Angelos, Despot von Epirus, wodurch er eine Allianz mit Epirus gegen Nicäa schmiedete, in die auch Manfred von Sizilien einbezogen wurde. Im September des Jahres führte er die achäische Armee in die Schlacht von Pelagonien gegen Nicäa, in der er unterlag, auch weil die epirotsche Armee desertierte. Er floh vom Schlachtfeld und versteckte sich unter einem Heuhaufen, wo er entdeckt und gefangen genommen wurde. Er wurde nach Nicäa gebracht, wo er bis 1262 in Arrest blieb und gezwungen wurde, Monemvasia und Mistra dem Byzantinischen Reich zu übergeben, das mit der Eroberung Konstantinopels im Jahr zuvor wiederhergestellt worden war.
Wilhelm hatte nun – ebenso wie sein früherer Lehnsherr Balduin II. – seine gesamte Macht verloren. Beide erkannten sie im Abkommen von Viterbo 1267 Karl von Anjou als Oberherrn an, der kurz zuvor Wilhelm Verbündeten Manfred geschlagen und getötet hatte. Als Karls Vasall kämpften Wilhelm und 400 achäische Ritter in der Schlacht bei Tagliacozzo 1268 gegen Konradin.
Wilhelm und Anna hatten zwei Töchter, Isabella und Margarete; Isabella, die ältere, heiratete in die Familie Anjou hinein. Wilhelms Nachfolger wurde 1278 Karl von Anjou selbst, womit die Herrschaft der Villehardouin eine Ende fand und Achaia ab jetzt im Wesentlichen als Provinz des Königreichs Neapel regiert wurde. Mit der abnehmenden Macht Achaias wurde das Herzogtum Athen der mächtigste Staat in Griechenland.
Wilhelm war auch bekannt als Dichter und Troubadour, und das Manuscrit du Roi, das zwei Kompositionen Wilhelms enthält, wurde in Achaia in seiner Regierungszeit verfasst. Wilhelm sprach fließend Griechisch zusätzlich zu seiner französischen Muttersprache.